# Лауреати Державної премії України в галузі науки і техніки (1975)
Державна премія України в галузі науки і техніки — лауреати 1975 року.
На підставі подання Комітету з Державних премій України в галузі науки і техніки Центральний Комітет Компартії України і Рада Міністрів Української РСР видали Постанову № 539 від 4 грудня 1975 р. «Про присудження Державних премій України в галузі науки і техніки 1975 року»

## Лауреати Державної премії України в галузі науки і техніки 1975 року
| Премійована робота | Лауреати                          | Коротко про лауреата |
| --- | --------------------------------- | --- |
| Розробка та впровадження в практику оптимальних режимів зонального відпуску зварних швів конструкцій оболонкового типу                                                      | Карасьов Лев Петрович             | кандидат технічних наук, завідувач сектором Інституту математики Академії наук УРСР                                                                                  |
| Розробка та впровадження в практику оптимальних режимів зонального відпуску зварних швів конструкцій оболонкового типу                                                      | Горячева Зоя Іллівна              | завідувач лабораторією Інституту математики Академії наук УРСР |
| Розробка та впровадження в практику оптимальних режимів зонального відпуску зварних швів конструкцій оболонкового типу                                                      | Семовських Герман Миколайович     | кандидат технічних наук, старший науковий співробітник, завідувач лабораторією Інституту математики Академії наук УРСР                                               |
| Розробка та впровадження в практику оптимальних режимів зонального відпуску зварних швів конструкцій оболонкового типу                                                      | Колодій Богдан Іванович           | кандидат фізико-математичних наук, старший науковий співробітник Фізико-механічного інституту Академії наук УРСР                                                     |
| Розробка та впровадження в практику оптимальних режимів зонального відпуску зварних швів конструкцій оболонкового типу                                                      | Пляцко Григорій Васильович        | кандидат технічних наук, завідувач лабораторією Львівського філіалу математичної фізики Інституту математики Академії наук УРСР                                      |
| Розробка та впровадження в практику оптимальних режимів зонального відпуску зварних швів конструкцій оболонкового типу                                                      | Бурак Ярослав Йосипович           | доктор фізико-математичних наук, завідувач відділом Львівського філіалу математичної фізики Інституту математики Академії наук УРСР                                  |
| Розробка та впровадження в практику оптимальних режимів зонального відпуску зварних швів конструкцій оболонкового типу                                                      | Підстригач Ярослав Степанович     | академік АН УРСР, голова Західного наукового центру Академії наук УРСР                                                                                               |
| Розробка та впровадження в практику оптимальних режимів зонального відпуску зварних швів конструкцій оболонкового типу                                                      | Григолюк Едуард Іванович          | член-кореспондент АН СРСР, завідувач лабораторією Науково-дослідного інституту механіки Московського державного університету імені М. В. Ломоносова, керівник роботи |
| Створення і впровадження на вугільних шахтах Української РСР спеціального кріплення — пневмобалонних кострів                                                                | Третьяченко Володимир Олексійович | начальник дільниці шахти «Південна» комбінату «Артемвугілля» |
| Створення і впровадження на вугільних шахтах Української РСР спеціального кріплення — пневмобалонних кострів                                                                | Парфенчук Анатолій Михайлович     | начальник комбінату «Артемвугілля» |
| Створення і впровадження на вугільних шахтах Української РСР спеціального кріплення — пневмобалонних кострів                                                                | Дашевський Йосип Якович           | головний інженер Дніпропетровського шинного заводу |
| Створення і впровадження на вугільних шахтах Української РСР спеціального кріплення — пневмобалонних кострів                                                                | Степанович Геннадій Якович        | кандидат технічних наук, старший науковий співробітник, завідувач Горлівським відділенням Донецького науково-дослідного вугільного інституту (ДонВУГІ)               |
| Створення і впровадження на вугільних шахтах Української РСР спеціального кріплення — пневмобалонних кострів                                                                | Остапенко Олександр Федорович     | кандидат технічних наук, головний інженер Технічного управління Міністерства вугільної промисловості УРСР                                                            |
| Створення і впровадження на вугільних шахтах Української РСР спеціального кріплення — пневмобалонних кострів                                                                | Потураєв Валентин Микитович       | доктор технічних наук, професор, виконувач обов'язків директора Інституту геотехнічної механіки Академії наук УРСР                                                   |
| Створення і впровадження на вугільних шахтах Української РСР спеціального кріплення — пневмобалонних кострів                                                                | Рахутін Володимир Семенович       | кандидат технічних наук, старший науковий співробітник Дніпропетровського гірничого інституту імені Артема                                                           |
| Створення і впровадження на вугільних шахтах Української РСР спеціального кріплення — пневмобалонних кострів                                                                | Некрасовський Яков Ельконович     | доктор технічних наук, професор Дніпропетровського гірничого інституту імені Артема, керівник роботи                                                                 |
| Створення і впровадження на вугільних шахтах Української РСР спеціального кріплення — пневмобалонних кострів                                                                | Шуклін Олексій Степанович         | бригадир очисного вибою «Південна» комбінату "Артемвугілля |
| Створення і впровадження на вугільних шахтах Української РСР спеціального кріплення — пневмобалонних кострів                                                                | Мацюк Василь Терентійович         | бригадир комплексної бригади шахти «Максимівська» комбінату «Кадіїв-вугілля»                                                                                         |
| Цикл робіт «Дослідження контактних явищ в металічних розплавах, розробка та впровадження у промисловість технологічних процесів пайки і металізації неметалевих матеріалів» | Аймбіндер Михайло Самійлович      | начальник сектора Науково-дослідного інституту електромеханічних приладів                                                                                            |
| Цикл робіт «Дослідження контактних явищ в металічних розплавах, розробка та впровадження у промисловість технологічних процесів пайки і металізації неметалевих матеріалів» | Глоба Володимир Трохимович        | інженер-технолог Полтавського заводу штучних алмазів та алмазного інструменту імені 50-річчя СРСР                                                                    |
| Цикл робіт «Дослідження контактних явищ в металічних розплавах, розробка та впровадження у промисловість технологічних процесів пайки і металізації неметалевих матеріалів» | Пивоваров Михайло Спиридонович    | директор Полтавського заводу штучних алмазів та алмазного інструменту імені 50-річчя СРСР                                                                            |
| Цикл робіт «Дослідження контактних явищ в металічних розплавах, розробка та впровадження у промисловість технологічних процесів пайки і металізації неметалевих матеріалів» | Моцак Ярослав Феодосійович        | заступник завідувача відділу Особливого конструкторсько-технологічного бюро Інституту проблем матеріалознавства Академії наук УРСР                                   |
| Цикл робіт «Дослідження контактних явищ в металічних розплавах, розробка та впровадження у промисловість технологічних процесів пайки і металізації неметалевих матеріалів» | Кондрацький Володимир Опанасович  | завідувач відділом Особливого конструкторсько-технологічного бюро Інституту проблем матеріалознавства Академії наук УРСР                                             |
| Цикл робіт «Дослідження контактних явищ в металічних розплавах, розробка та впровадження у промисловість технологічних процесів пайки і металізації неметалевих матеріалів» | Лавріненко Ірина Олександрівна    | кандидат хімічних наук, старший науковий співробітник Інституту проблем матеріалознавства Академії наук УРСР                                                         |
| Цикл робіт «Дослідження контактних явищ в металічних розплавах, розробка та впровадження у промисловість технологічних процесів пайки і металізації неметалевих матеріалів» | Колесниченко Галина Олексіївна    | кандидат технічних наук, старший науковий співробітник Інституту проблем матеріалознавства Академії наук УРСР                                                        |
| Цикл робіт «Дослідження контактних явищ в металічних розплавах, розробка та впровадження у промисловість технологічних процесів пайки і металізації неметалевих матеріалів» | Журавльов Владислав Сергійович    | кандидат технічних наук, старший науковий співробітник Інституту проблем матеріалознавства Академії наук УРСР                                                        |
| Цикл робіт «Дослідження контактних явищ в металічних розплавах, розробка та впровадження у промисловість технологічних процесів пайки і металізації неметалевих матеріалів» | Найдич Юрій Володимирович         | доктор технічних наук, професор, завідувач відділом Інституту проблем матеріалознавства Академії наук УРСР                                                           |
| Цикл робіт «Дослідження контактних явищ в металічних розплавах, розробка та впровадження у промисловість технологічних процесів пайки і металізації неметалевих матеріалів» | Єременко Валентин Никифорович     | академік АН УРСР, завідувач відділом Інституту проблем матеріалознавства Академії наук УРСР                                                                          |
| Розробка та впровадження комплексу заходів, спрямованих на удосконалення потоково-позиційного методу спорудження суден проекту 595 на експорт                               | Башмаков Владислав Хрисанфович    | заступник головного конструктора проекту Центрального конструкторського бюро «Чорноморсуднопроект»                                                                   |
| Розробка та впровадження комплексу заходів, спрямованих на удосконалення потоково-позиційного методу спорудження суден проекту 595 на експорт                               | Дарда Сергій Юрійович             | заступник начальника цеху Херсонського суднобудівного заводу |
| Розробка та впровадження комплексу заходів, спрямованих на удосконалення потоково-позиційного методу спорудження суден проекту 595 на експорт                               | Сіганевич Григорій Ілліч          | начальник цеху Херсонського суднобудівного заводу |
| Розробка та впровадження комплексу заходів, спрямованих на удосконалення потоково-позиційного методу спорудження суден проекту 595 на експорт                               | Коршун Леонід Никифорович         | старший будівельник Херсонського суднобудівного заводу |
| Розробка та впровадження комплексу заходів, спрямованих на удосконалення потоково-позиційного методу спорудження суден проекту 595 на експорт                               | Поливко Леонід Олексійович        | начальник цеху Херсонського суднобудівного заводу |
| Розробка та впровадження комплексу заходів, спрямованих на удосконалення потоково-позиційного методу спорудження суден проекту 595 на експорт                               | Морданенко Борис Никифорович      | начальник відділу Херсонського суднобудівного заводу |
| Розробка та впровадження комплексу заходів, спрямованих на удосконалення потоково-позиційного методу спорудження суден проекту 595 на експорт                               | Гудзь Богдан Васильович           | головний зварник Херсонського суднобудівного заводу |
| Розробка та впровадження комплексу заходів, спрямованих на удосконалення потоково-позиційного методу спорудження суден проекту 595 на експорт                               | Кошкалда Віктор Іванович          | головний будівельник проекту Херсонського суднобудівного заводу |
| Розробка та впровадження комплексу заходів, спрямованих на удосконалення потоково-позиційного методу спорудження суден проекту 595 на експорт                               | Трубач Валентин Миколайович       | заступник директора Херсонського суднобудівного заводу |
| Розробка та впровадження комплексу заходів, спрямованих на удосконалення потоково-позиційного методу спорудження суден проекту 595 на експорт                               | Багненко Федор Михайлович         | головний інженер Херсонського суднобудівного заводу |
| Дослідження, створення і впровадження високопродуктивних процесів та машин імпульсного безвідходного різання металу в промисловості                                         | Петряков Петро Федорович          | старший майстер заводу «Сарканайс металургс» |
| Дослідження, створення і впровадження високопродуктивних процесів та машин імпульсного безвідходного різання металу в промисловості                                         | Брикманіс Гунар Миколайович       | начальник цеху заводу «Сарканайс металургс» |
| Дослідження, створення і впровадження високопродуктивних процесів та машин імпульсного безвідходного різання металу в промисловості                                         | Голодов Микола Микитович          | директор заводу «Сарканайс металургс» |
| Дослідження, створення і впровадження високопродуктивних процесів та машин імпульсного безвідходного різання металу в промисловості                                         | Федченко Олексій Іванович         | директор Красноярського металургійного заводу «Сибелектросталь» |
| Дослідження, створення і впровадження високопродуктивних процесів та машин імпульсного безвідходного різання металу в промисловості                                         | Іващенко Микола Миколайович       | доктор технічних наук, професор, заступник начальника Головного управління Міністерства вищої і середньої спеціальної освіти СРСР                                    |
| Дослідження, створення і впровадження високопродуктивних процесів та машин імпульсного безвідходного різання металу в промисловості                                         | Мазниченко Станіслав Онисимович   | старший науковий співробітник проблемної лабораторії Харківського авіаційного інституту                                                                              |
| Дослідження, створення і впровадження високопродуктивних процесів та машин імпульсного безвідходного різання металу в промисловості                                         | Яценко Сергій Васильович          | кандидат технічних наук, старший науковий співробітник проблемної лабораторії Харківського авіаційного інституту                                                     |
| Дослідження, створення і впровадження високопродуктивних процесів та машин імпульсного безвідходного різання металу в промисловості                                         | Стельмах Віктор Олексійович       | кандидат технічних наук, завідувач відділом проблемної лабораторії Харківського авіаційного інституту                                                                |
| Дослідження, створення і впровадження високопродуктивних процесів та машин імпульсного безвідходного різання металу в промисловості                                         | Боборикін Юрій Олександрович      | кандидат технічних наук, доцент Харківського авіаційного інституту                                                                                                   |
| Дослідження, створення і впровадження високопродуктивних процесів та машин імпульсного безвідходного різання металу в промисловості                                         | Кононенко Вадим Григорович        | доктор технічних наук, професор, завідувач кафедрою, керівник роботи Харківського авіаційного інституту                                                              |
| Наукова розробка та створення Центрального науково-природничого музею Академії наук Української РСР                                                                         | Підоплічко Іван Григорович        | академік АН УРСР (посмертно) |
| Розробка теорії індуктивно-ємкісних перетворювачів та створення на їх основі систем стабілізованого струму для живлення електротехнічної та електронної апаратури           | Мілях Олександр Миколайович       | член-кореспондент АН УРСР, завідувач відділом Інституту електродинаміки Академії наук УРСР                                                                           |
| Розробка теорії індуктивно-ємкісних перетворювачів та створення на їх основі систем стабілізованого струму для живлення електротехнічної та електронної апаратури           | Волков Ігор Володимирович         | доктор технічних наук, старший науковий співробітник, завідувач відділом Інституту електродинаміки Академії наук УРСР                                                |
| Розробка теорії індуктивно-ємкісних перетворювачів та створення на їх основі систем стабілізованого струму для живлення електротехнічної та електронної апаратури           | Закревський Станіслав Іванович    | кандидат технічних наук, старший науковий співробітник Інституту електродинаміки Академії наук УРСР                                                                  |
| Розробка теорії індуктивно-ємкісних перетворювачів та створення на їх основі систем стабілізованого струму для живлення електротехнічної та електронної апаратури           | Александров Михайло Михайлович    | керівник групи, працівник Інституту електродинаміки Академії наук УРСР                                                                                               |
| Розробка теорії індуктивно-ємкісних перетворювачів та створення на їх основі систем стабілізованого струму для живлення електротехнічної та електронної апаратури           | Есібян Едуард Мігранович          | кандидат технічних наук, старший науковий співробітник, завідувач лабораторією Інституту електрозварювання імені Є. О. Патона Академії наук УРСР                     |
| Розробка теорії індуктивно-ємкісних перетворювачів та створення на їх основі систем стабілізованого струму для живлення електротехнічної та електронної апаратури           | Заварихін Володимир Олександрович | кандидат технічних наук, завідувач відділом Проектно-конструкторського бюро електрогідравліки Академії наук УРСР                                                     |
| Розробка теорії індуктивно-ємкісних перетворювачів та створення на їх основі систем стабілізованого струму для живлення електротехнічної та електронної апаратури           | Кубишин Борис Євгенович           | кандидат технічних наук, старший науковий співробітник |
| Підручник «Теоретическая электрохимия» | Антропов Лев Іванович             | доктор хімічних наук, професор, завідувач кафедрою Київського політехнічного інституту імені 50-річчя Великої Жовтневої соціалістичної революції                     |
| Підручник «Теоретическая электрохимия» | Тараненко Вадим Павлович          | доктор технічних наук, професор, завідувач кафедрою Київського політехнічного інституту імені 50-річчя Великої Жовтневої соціалістичної революції /керівник роботи/  |
| Підручник «Теоретическая электрохимия» | Дяченко Станіслав Мефодійович     | кандидат технічних наук, доцент, Київського політехнічного інституту імені 50-річчя Великої Жовтневої соціалістичної революції                                       |
| Підручник «Теоретическая электрохимия» | Комарчук Олександр Романович      | кандидат технічних наук, доцент, Київського політехнічного інституту ім. 50-річчя Великої Жовтневої соціалістичної революції                                         |
| Підручник «Теоретическая электрохимия» | Ліжвой Костянтин Якович           | кандидат технічних наук, доцент, Київського політехнічного інституту імені 50-річчя Великої Жовтневої соціалістичної революції                                       |
| Підручник «Теоретическая электрохимия» | Правда Володимир Іванович         | кандидат технічних наук, доцент, Київського політехнічного інституту ім. 50-річчя Великої Жовтневої соціалістичної революції                                         |
| Підручник «Теоретическая электрохимия» | Шевченко Віталій Іванович         | кандидат технічних наук, доцент, Київського політехнічного інституту ім. 50-річчя Великої Жовтневої соціалістичної революції                                         |
| Підручник «Теоретическая электрохимия» | Дереновський Марат Володимирович  | кандидат технічних наук, старший науковий співробітник Київського політехнічного інституту ім. 50-річчя Великої Жовтневої соціалістичної революції                   |
| Підручник «Теоретическая электрохимия» | Роговін Ігор Юхимович             | кандидат технічних наук, старший науковий співробітник, заступник директора Науково-дослідного інституту «Волна»                                                     |
| Підручник «Теоретическая электрохимия» | Акулов Вячеслав Володимирович     | кандидат технічних наук, начальник сектора Науково-дослідного інституту «Волна»                                                                                      |